# Southern Cross (miasto)
Southern Cross – miasto w Australii, w stanie Australia Zachodnia, w regionie Wheatbelt, siedziba administracyjna hrabstwa Yilgarn. Według Australijskiego Biura Statystycznego w 2016 roku miejscowość liczyła 680 mieszkańców.

## Demografia
Populację Southern Cross stanowi 33,4% Australijczyków, 26,1% Anglików, 7,8% Włochów, 6,9% Szkotów i 5,3% Irlandczyków.